# Cinema mundial

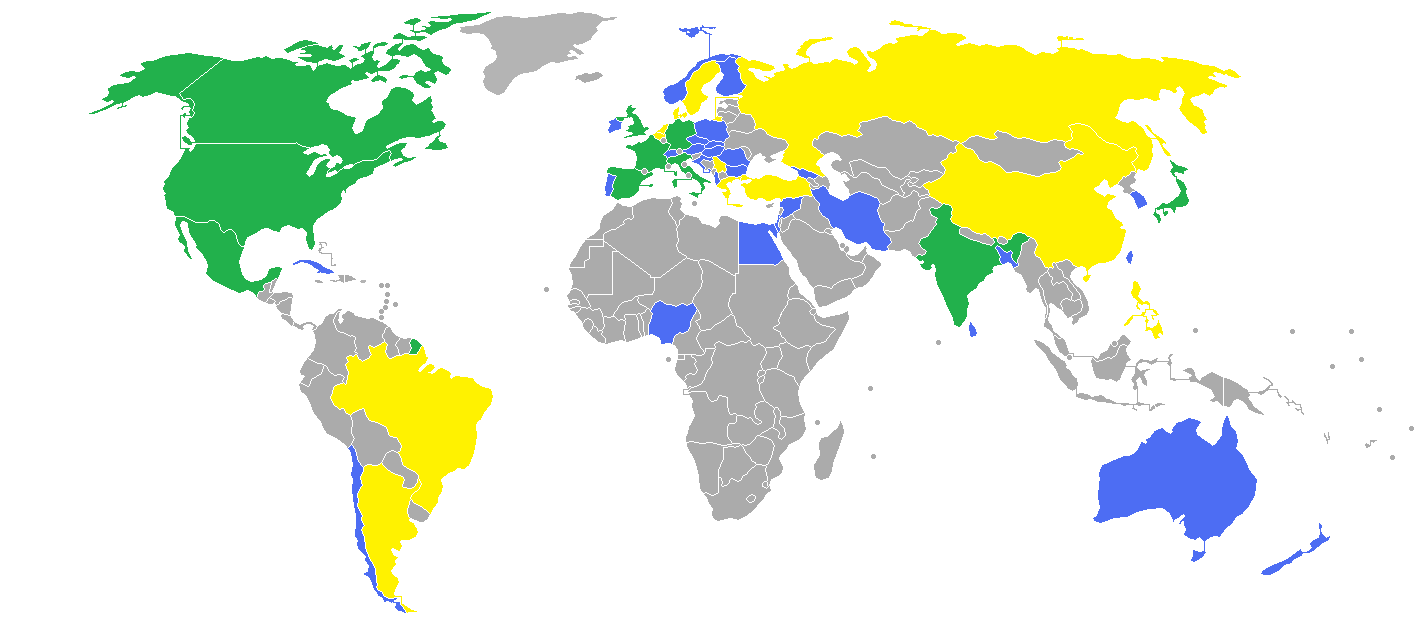
Cinemas mais produtivos em todo o mundo com base na IMDb (em 2009). Mais de 10.000 títulos (verde), mais de 5.000 (amarelo), mais de 1.000 (azul)

Cinema mundial é um termo da teoria do cinema que se refere a filmes e produções cinematográficas feitas fora da indústria cinematográfica americana, particularmente aquelas que se opõem à estética e aos valores do cinema comercial americano.
O Terceiro Cinema da América Latina e vários outros cinemas nacionais são comumente identificados como parte do cinema mundial. O termo tem sido criticado pelo americentrismo e por ignorar a diversidade das diferentes tradições cinematográficas ao redor do mundo.
Para além dos fatores culturais, pesam também aspectos econômicos, visto que, se forem comparadas os valores investidos pela indústria cinematográfica norte-americana em comparação com o restante da indústria mundial, a diferença na fonte, no volume e no retorno do capital investido é considerável.

## Tipos
O cinema mundial tem uma conotação não oficial de filmes com “valor artístico” inferiores ao “comercialismo de Hollywood”. Os filmes em língua estrangeira são frequentemente agrupados com "filmes de arte" e outros filmes independentes em lojas de DVD, listas de cinema, etc. A menos que sejam dublados para o inglês, os filmes em língua estrangeira exibidos em regiões de língua inglesa geralmente têm legendas em inglês. Poucos filmes deste tipo recebem mais do que um lançamento limitado e muitos não são exibidos nos grandes cinemas. Como tal, o marketing, a popularidade e o lucro bruto desses filmes são geralmente significativamente menores do que os típicos sucessos de bilheteria de Hollywood. A combinação de legendas em inglês e uma exposição mínima aumenta a noção de que o “Cinema Mundial” tem um prestígio ou inteligência artística inferida, o que pode desencorajar espectadores menos sofisticados. Além disso, as diferenças no estilo cultural e no tom entre os filmes estrangeiros e nacionais afetam a frequência nos cinemas e as vendas de DVD.
Os filmes em língua estrangeira podem ser comerciais, de baixa qualidade ou filmes B. Além disso, os filmes em língua estrangeira podem ultrapassar fronteiras culturais, especialmente quando o espetáculo visual e o estilo são suficientes para superar as dúvidas das pessoas. Assim, alguns filmes deste tipo tornaram-se mais comuns no início dos anos 2000, como Crouching Tiger, Hidden Dragon, Amélie, Brotherhood of the Wolf, Y Tu Mama Tambien e Talk to Her tiveram grande sucesso nos cinemas dos Estados Unidos e nas vendas de vídeos domésticos. O primeiro filme estrangeiro e em língua estrangeira a chegar ao topo das bilheterias norte-americanas foi Hero em agosto de 2004. "A regra para filmes em língua estrangeira é que se você arrecadou US$ 5 milhões ou mais (nos cinemas dos Estados Unidos), você teve um sucesso considerável; se você arrecadou US$ 10 (milhões) ou mais (nos cinemas dos Estados Unidos), você está na categoria blockbuster", disse Mark Gill, ex-presidente da Warner Independent Pictures.
Por outro lado, os filmes estrangeiros dublados em inglês raramente tiveram bom desempenho nas bilheterias dos Estados Unidos (com exceção dos filmes de anime). O lançamento teatral de Wolfgang Petersen, nos Estados Unidos, em 1982, Das Boot foi o último grande lançamento a ser lançado nas versões original e dublada em inglês, e a versão original do filme arrecadou muito mais do que a versão dublada em inglês. Mais tarde, versões dubladas em inglês de sucessos internacionais como Un indien dans la ville, Godzilla 2000, Anatomy, Pinocchio e High Tension fracassaram nas bilheterias dos Estados Unidos. Quando a Miramax planejou lançar as versões dubladas em inglês de Shaolin Soccer e Hero nos cinemas dos Estados Unidos, suas versões dubladas em inglês tiveram uma pontuação ruim nas exibições de teste nos Estados Unidos, então a Miramax finalmente lançou os filmes nos cinemas dos Estados Unidos em seu idioma original.